# توربرنيت

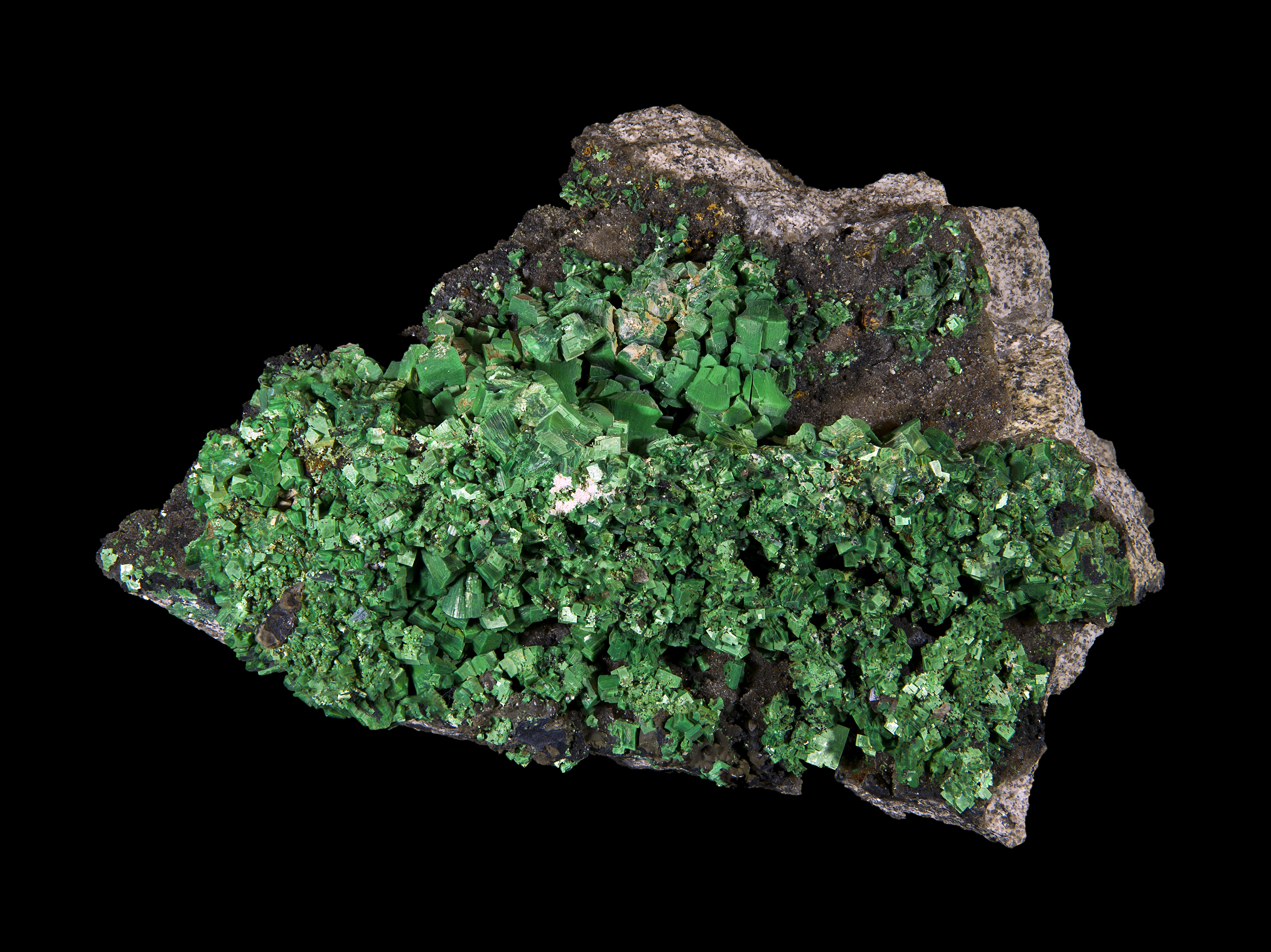
صورة لعينة من خام التوربرنايت

التوربرنيت (Torbernite) أو يورانيت النحاس (copper uranite, cupro-uranite) هو مركب مشع يتكون من يورانيل فوسفات النحاس المائي، ويوجد في رواسب الغرانيت وغيرها من الرواسب المحتوية على اليورانيوم. سمي التوربرنيت بهذا الاسم نسبة إلى الكيميائي وعالم المعادن السويدي توربرن بيرغمان (بالسويدية Torbern Bergman) ـ (1735 ـ 1784).
يتشابه التركيب الكيميائي لمركب التوربرنيت مع تركيب مركب الأوتونيت، مع إحلال كاتيون نحاس ثنائي (Cu2+) محل كاتيون كالسيوم (Ca2+)، ويتراوح عدد جزيئات الماء في جزيء التوربرنيت بين 8 و12 جزيئاً، وعند نزع جزيئات الماء من التوربرنيت ينتج مركب الميتاتوربرنيت.
الصيغة الكيميائية لمركب التوربرنيت
Cu(UO2)2(PO4)2·12 H2O
الصيغة الكيميائية لمركب الميتاتوربرنايت
Cu(UO2)2(PO4)2·8 H2O